# الاستفتاءان على خطة عنان القبرصية لعام 2004
أجري استفتاء بشأن خطة أنان في جمهورية قبرص والجمهورية التركية لشمال قبرص في 24 أبريل 2004. وسئلت الطائفتان عما إذا كانتا قد وافقتا على التنقيح الخامس لاقتراح الأمم المتحدة بإعادة توحيد الجزيرة، التي تم تقسيمها منذ عام 1974. وفي حين وافق عليه 65% من القبارصة الأتراك، فقد رفضه 76% من القبارصة اليونانيين. وكان معدل المشاركة في الاستفتاء مرتفعاً حيث بلغ 89% بين القبارصة اليونانيين و87% بين القبارصة الأتراك، وهو ما اعتبر مؤشراً على الاهتمام الكبير بالقضية من جانب الناخبين.

## خلفية
كان من المقرر في الأصل إجراء الاستفتاء في 21 أبريل، إلى أن أدرك مخططو الأمم المتحدة أنها الذكرى السنوية للانقلاب الذي وقع في أثينا في عام 1967، الذي أطلق سلسلة الأحداث التي أدت إلى الغزو التركي للجزيرة في عام 1974.

## الحملة

### جمهورية قبرص
عارض القادة السياسيون في جمهورية قبرص واليونان الخطة بشدة. وأعرب تاسوس بابادوبولوس، رئيس جمهورية قبرص، عن معارضته للخطة في خطاب بثه التلفزيون مباشرة. وقبل الاستفتاءين بيومين، قرر أكبر حزب في قبرص، الحزب التقدمي للشعب العامل، رفض خطة أنان. وقرر كوستاس كارامانليس، رئيس الوزراء اليوناني، الإبقاء على موقف «محايد» بشأن الخطة، ولكن جورج باباندريو، زعيم المعارضة في حزب باسوك، حث القبارصة على التصويت لصالح للخطة، وذلك أيضا لأن حزبه السياسي كان يروج للخطة بينما كان لا يزال في السلطة، ولأن باباندريو كان وزيرا للخارجية في ذلك الوقت، وادعى أن الطائفتين على استعداد «للتوصل إلى اتفاق مشترك نهائي». ومع ذلك، فإن استطلاعات الرأي التي أجريت في جمهورية قبرص طوال فترة المفاوضات من البداية إلى النهاية أظهرت دائما حوالي 80 في المائة من المعارضة للاقتراحات. ولم يصوت القبارصة اليونانيون بصورة موحدة على خطة أنان. ويعتمد سلوكهم الانتخابي اعتمادا شديدا على حزبهم وموقعهم.

### الجمهورية التركية لشمال قبرص
من بين القبارصة الأتراك، قيل إن الخطة تؤيد اليونان بشكل مفرط، ولكن معظمهم أعربوا عن استعدادهم لقبولها كوسيلة لإنهاء عزلتهم الدولية المطولة واستبعادهم من الاقتصاد الأوروبي الأوسع نطاقا. غير أن قيادتهم عارضتها، حيث دعا الرئيس القبرصي التركي رؤوف دنكتاش بنشاط إلى رفض التصويت. بيد أن رئيس وزرائه محمد علي طلعت فضل قبول الخطة، في حين أيدها أيضا رئيس الوزراء التركي رجب طيب أردوغان. وترى تركيا أن حل مسألة قبرص خطوة أولى أساسية نحو انضمام تركيا في نهاية المطاف إلى عضوية الاتحاد الأوروبي، فضلا عن كونه وسيلة لنزع فتيل التوترات مع اليونان.
ودعت جماعة الذئاب الرمادية (وهي جماعة قومية يمينية تركية تنتمي إلى حزب الحركة القومية القومي) بنشاط إلى التصويت بـ «لا». كانت هناك بعض أعمال الشغب المحدودة التي سببها نشطاء حزب الذئاب الرمادية ضد المؤيدين للتصويت خلال فترة ما قبل التصويت. ووصل ما لا يقل عن 50 من هؤلاء الناشطين إلى شمال قبرص خلال فترة ما قبل التصويت. غير أن الاستفتاء نفسه مر بسلام واعتبر حرا ونزيها.

## سؤال الاستفتاء
والسؤال المطروح على الناخبين في الطائفتين هو:

## النتائج
| الخيار                          | القبارصة اليونانيين | القبارصة اليونانيين | القبارصة الأتراك | القبارصة الأتراك | مجموع الأصوات | مجموع الأصوات |
| الخيار                          | الأصوات             | %                   | الأصوات          | %                | الأصوات       | %             |
| ------------------------------- | ------------------- | ------------------- | ---------------- | ---------------- | ------------- | ------------- |
| لصالح                           | 99,976              | 24.17               | 77,646           | 64.91            | 177,622       | 33.30         |
| ضد                              | 313,704             | 75.83               | 41,973           | 35.09            | 355,677       | 66.70         |
| أصوات غير صحيحة/فارغة           | 14,907              | 3.48                | 5,344            | 4.28             | 20,251        | 3.66          |
| المجموع                         | 428,587             | 100                 | 124,963          | 100              | 553,550       | 100           |
| الناخبون المسجلون/الحاضرون      | 480,564             | 89.18               | 143,636          | 87.00            | 624,200       | 88.68         |
| مصدر: GreekNews, Election Guide |                     |                     |                  |                  |               |               |

## وصلات خارجية
- No to the Annan Plan Campaign against the Annan Plan
- Oxi sto Sxedio Anan Campaign against the Annan Plan باللغة اليونانية
- The UN Annan Plan Proposal For the settlement of the Cyprus question legal analysis of the Annan Plan
- Le Monde Diplomatique Implications for the "No" Vote in Cyprus
- Press Release UK Foreign and Commonwealth Office